# Дудкина, Вероника Михайловна
Вероника Михайловна Дудкина (28 августа 1975, Омск) — российская спортсменка-баскетболист, нападающая. Мастер спорта России. Один из лучших игроков в истории «Нефтяника», многолетний капитан команды. В начале 1990-х считалась одной из самых перспективных баскетболисток России. Дважды серебряный и один раз бронзовый призёр чемпионата России в составе УГМК.
Воспитанница омского баскетбола (тренер — Алла Ивановна Герасимова). Символ «Нефтяника» 90-х годов. Обладает классным дальним броском. в 2019 году вернулась в структуру омского клуба «Нефтяник», где работает с юношескими командами.

## Семейное положение
Воспитывает дочь (Викторию Дудкину).